# 20 del Lleó Menor
20 del Lleó Menor (20 Leonis Minoris) és un estel binari a la constel·lació del Lleó Menor situat en el límit amb Lleó. De magnitud aparent +5,40, s'hi troba a 48,6 anys llum de distància del sistema solar.
L'estel principal del sistema, 20 del Lleó Menor A (Gliese 376 A / GJ 376 A), és una nana groga de tipus espectral G3Va. Té una temperatura efectiva de 5.740 K i el seu radi és un 20% més gran que el radi solar. És un 50% més lluminosa que el Sol i posseeix una massa estimada lleugerament major que la massa solar. Mostra una abundància relativa de ferro més elevada que en el Sol ([Fe/H] = +0,20). La seva velocitat de rotació de 3 km/s és una mica major que la del Sol i pot tenir una edat aproximada de 6.900 milions d'anys. Les seves característiques físiques, similars a les del nostre estel, fan d'ella un anàleg solar.
L'estel acompanyant, 20 del Lleó Menor B (Gliese 376 B / GJ 376 B), és una tènue nana vermella de tipus M6.5. Visualment a una mica més de 2 minuts d'arc, el moviment propi comú d'ambdós estels indica que estan associats. És una nana vermella activa, encara que hom pensa que no és un estel fulgurant. Massa brillant per al seu tipus espectral, l'aparent discrepància pot explicar-se si 20 Leonis Minoris B fos una binària amb ambdues components gairebé iguals, la qual cosa explicaria també l'alt nivell d'activitat.